# Chthonosauridae
De Chthonosauridae zijn een familie van uitgestorven therocephalide therapsiden, die leefden tijdens het Laat-Perm in wat nu Zuid-Afrika en Rusland is.
De klade is gedefinieerd als alle Eutherocephalia nauwer verwant aan Chthonosaurus velocidens dan aan Scylacosuchus orenburgensis, Perplexisaurus foveatus, Akidnognathus parvus, of Theriognathus microps.